# Ignacio José Gómez Aristizábal
Ignacio José Gómez Aristizábal (* 2. Dezember 1929 in El Peñol) ist Alterzbischof von Santa Fe de Antioquia. 

## Leben
Ignacio José Gómez Aristizábal empfing am 17. August 1958 die Priesterweihe für das Bistum Sonsón.
Papst Paul VI. ernannte ihn am 24. Juli 1972 zum Bischof von Ocaña. Der Bischof von Sonsón-Rionegro, Alfonso Uribe Jaramillo, spendete ihm am 8. September desselben Jahres die Bischofsweihe; Mitkonsekratoren waren Alberto Uribe Urdaneta, Erzbischof von Cali, und Alfredo Rubio Diaz, Erzbischof von Nueva Pamplona.
Papst Johannes Paul II. ernannte ihn am 10. Oktober 1992 zum Erzbischof von Santa Fe de Antioquia ernannt. Am 12. Januar 2007 nahm Papst Benedikt XVI. seinen altersbedingten Rücktritt an.